# Un poco de amor
Un poco de amor è un singolo della cantante colombiana Shakira, pubblicato il 16 luglio 1996 come secondo estratto dal terzo album in studio Pies descalzos.

## Video musicale
Il video è stato diretto, come quelli precedenti, dal regista argentino Gustavo Garzón. In questo video Shakira balla e festeggia insieme a tante persone di etnie diverse.

## Tracce
Testi e musiche di Shakira e Luis Fernando Ochoa.
CD promozionale (Spagna)
1. Un poco de amor – 4:00

12" (Paesi Bassi, Spagna)
- Lato A

1. Un poco de amor (Meme's Dancehall Posse Mix) – 4:50
2. Un poco de amor (The Extended Dancehall 12") – 5:48

- Lato B

1. Un poco de amor (Meme's Jazz Experince) – 4:48
2. Un poco de amor (Instrumental) – 4:48

CD singolo (Giappone)
1. Un poco de amor (Album Version) – 4:00
2. Un poco de amor (Meme's Dancehall Posse Mix) – 4:50
3. Un poco de amor (The Extended Dancehall 12") – 5:48
4. Un poco de amor (Meme's Jazz Experince) – 4:48
5. Un poco de amor (Instrumental) – 4:48

## Classifiche
| Classifica (1996) | Posizione raggiunta |
| ----------------- | ------------------- |
| Venezuela         | 4                   |